# إنفيزيمالس: ذا لاست تريبيس
إنفيزيمالس: ذا لاست تريبيس (بالإنجليزية: Invizimals: The Lost Tribes)‏ ، هي لعبة فيديو إلكترونية من نوع أكشن، أنتجت سنة 2011 من قبل شركة نوفاراما الإسبانية، وصدرت في الأسواق الأوروبية سنة 2011م وفي أمريكا الشمالية سنة 2014م، وتعمل حصراً على نظام تشغيل المحمول بلاي ستيشن بورتبل.